# Chamblay
Chamblay – miejscowość i gmina we Francji, w regionie Burgundia-Franche-Comté, w departamencie Jura.
Według danych na rok 1990 gminę zamieszkiwały 354 osoby, a gęstość zaludnienia wynosiła 26 osób/km² (wśród 1786 gmin Franche-Comté Chamblay plasuje się na 411. miejscu pod względem liczby ludności, natomiast pod względem powierzchni na miejscu 264.).